# Milan Harvalík
Milan Harvalík (ur. 16 sierpnia 1970) – czeski językoznawca, specjalista w dziedzinie onomastyki. Pracował w Instytucie Języka Czeskiego Czeskiej Akademii Nauk na stanowisku przewodniczącego Katedry Onomastyki. Był także członkiem zarządu tego instytutu.

## Edukacja
W 1994 roku ukończył studia magisterskie z bohemistyki i rusycystyki na Wydziale Filozoficznym Uniwersytetu Karola w Pradze. Edukację kontynuował w ramach studiów doktoranckich na tym samym wydziale, zajmując się językiem czeskim (specjalizacja: onomastyka i dialektologia). W 2001 roku uzyskał stopień doktora (Ph.D.). Rok później otrzymał tytuł akademicki doktora filozofii (język czeski, PhDr.).

## Działalność naukowa
Od 1990 roku był zatrudniony w Instytucie Języka Czeskiego; najpierw jako tzw. pomocnicza siła naukowa, później jako pracowník katedry onomastycznej, a od 2006 r. jako jej kierownik. W 1994 roku został zatrudniony w Instytucie Języka Czeskiego i Teorii Komunikacji na Wydziale Filozoficznym Uniwersytetu Karola, gdzie prowadzi seminaria z toponomastyki i antroponomastyki, a także zajmuje się pracami dyplomowymi w tym zakresie. Począwszy od 2005 r. był promotorem studiów doktoranckich w dziedzinie języka czeskiego w ramach programu studiów filologicznym na tym wydziale.
Jako wnioskodawca bądź współbadacz brał udział w kilku grantach z zakresu onomastyki. Członek kilku instytucji naukowych, zarówno krajowych, jak i zagranicznych; członek rad redakcyjnych czasopism onomastycznych, w tym „Acta onomastica”, jak i zagranicznych. Organizator praskiej konferencji onomastycznej; uczestnik konferencji zagranicznych (Banská Bystrica, Uppsala, Zadar i Piza).

## Odznaczenia
W 2004 roku otrzymał nagrodę Ottona Wichterlego dla młodych pracowników naukowych Akademii Nauk Republiki Czeskiej.

## Twórczość
- Milan Harvalík: Synchronní a diachronní aspekty české onymie. Praga: Academia, 2004. (cz.). Brak numerów stron w książce
- Milan Harvalík: Stav onomastiky. W: Słowiańska onomastyka. Warszawa – Kraków: Towarzystwo Naukowe Warszawskie, 2002, s. 97–100.
- Milan Harvalík: Hofnamen. W: Namenarten und ihre Erforschung. Ein Lehrbuch für das Studium der Onomastik. Hamburg: Baar-Verlag, 2004, s. 415–425. (niem.).
- Milan Harvalík, Jana Matúšová, Libuše Olivová-Nezbedová, Jitka Maletínská, Martina Mackovičová: Slovník pomístních jmen v Čechách I (A). Praga: Academia, 2005. ISBN 80-200-1248-6. (cz.). Brak numerów stron w książce
- Milan Harvalík: Index českých exonym. Standardizované podoby, varianty. Praga: Český úřad zeměměřický a katastrální, 2006. (cz.). Brak numerów stron w książce
- Marek Janáč, Pavel Tumlíř, Milan Harvalík: Divnopis. Praga: Radioservis, 2006. (cz.). Brak numerów stron w książce
- Marek Janáč, Pavel Tumlíř, Milan Harvalík: Divnopis 2. Praga: Radioservis, 2008. (cz.). Brak numerów stron w książce